# Zabór Wielki
Zabór Wielki – rolnicza wieś w Polsce położona w województwie dolnośląskim, w powiecie średzkim, w gminie Miękinia.

## Podział administracyjny
W latach 1975–1998 miejscowość administracyjnie należała do województwa wrocławskiego.

## Zabudowa
Zabór Wielki jest niewielką wsią w układzie wielodrożnicowym o luźnej, swobodnie komponowanej zabudowie, składającej się z niewielkich obejść gospodarskich. W centrum wsi relikty zespołu dworsko-folwarcznego wraz z pozostałościami parku.

## Demografia
Miejscowość w 2005 r. liczyła 164 mieszkańców. Według Narodowego Spisu Powszechnego (III 2011 r.) ich liczba wzrosła do 289.

## Położenie
Miejscowość leży w północno-zachodniej części gminy Miękinia, oddalona o 4 km od Miękini, 16 km od Środy Śląskiej i 30 km od Wrocławia. Zabór Wielki usytuowany jest wśród skupisk lasów mieszanych otaczających Rezerwat przyrody Zabór. Nizinny obszar przecina pasmo Lubiatowskich Górek - piaszczystych wzniesień o długości 10 km i szerokości do 2 km, porośniętych borami sosnowymi.